# Kevin Bigler
Kevin Bigler (Muri bei Bern, 5 ottobre 1992) è un ex calciatore svizzero, di ruolo difensore.

## Caratteristiche tecniche
È un terzino destro.

## Carriera
Cresciuto nelle giovanili del Thun, ha esordito il 29 ottobre 2011 in occasione del match perso 2-0 contro il Sion.